# 알베르 (치니)
알베르 1세(Albert Ier de Chiny, 생년 미상 ~ 1162년 9월 29일/9월 27일)는 로렌의 귀족으로 치니 백작이다. 샤를마뉴 대제의 손자 롬바르디아 왕 베른하르트 1세의 서자 피핀의 후손이다.
치니 백작 오토 2세와 아델라이스 드 나무르(Adélaïs de Namur)의 아들이다. 그의 생애에 대한 자세한 행적은 알려지지 않았다. 1131년 이전부터 치니의 백작이었다. 그는 당시 지역을 뒤흔든 영주, 귀족들 간의 여러 갈등에 참여하지 않고 치니에서 대부분의 시간을 보냈다.

## 참고 자료
- Arlette Laret-Kayser, Entre Bar et Luxembourg : Le Comté de Chiny des Origines à 1300, Bruxelles (éditions du Crédit Communal, Collection Histoire, série in-8°, n° 72), 1986
- Medieval Lands Project, Comtes d’Ivois et Chiny